# Toeranisme
Toeranisme, Touranisme of Turanisme is een politiek toekomstbeeld waarin alle Turkse volkeren en andere Altaïsche volkeren verenigd zouden worden in één politieke en/of culturele eenheid. Het was oorspronkelijk een idee van Ottomaanse officieren, die ermee verzet hoopten te kweken tegen de onderdrukking van andere Turkstalige volken door de Russen. De Ottomanen voerden oorlog tegen de Russen en konden de steun van hun 'culturele broeders' gebruiken. Na de val van het Ottomaanse Rijk en de oprichting van de Sovjet-Unie was het gedachtegoed vooral eigendom van de Grijze Wolven maar het idee is niet beperkt gebleven tot nationalistische Turken. Zo zijn er in de jaren 20 en 30 van de twintigste eeuw ook Hongaarse en Japanse takken van de 'Turanian Society' opgericht.
De naam is afgeleid van het legendarische gebied Toeran in Centraal-Azië.

## Geschiedenis
Het idee ontstond tegen het einde van het Ottomaanse Rijk. De politieke en nationale bewustwording die zich na de Franse Revolutie over Europa had verspreid werd tegen het einde van de 19e eeuw door Ottomaanse intellectuelen opgepikt. Dezen pretendeerden dat de sultan geen absolute zeggenschap zou mogen hebben over de natie en dat deze onderhevig was aan de wil van het volk.
Rond de eeuwwisseling waren hun ideeën verspreid onder ambtenaren en jonge officieren, die in 1907 een staatsgreep uitvoerden. Hierop werd het parlement, Meclisi Mebusan, bijeengeroepen om de soevereiniteit van het volk te bevestigen. In hetzelfde jaar werd een tweede staatsgreep gepleegd door de Jong-Turken, waarna de toenmalige sultan werd vervangen door zijn broer en het parlement volledig in handen van de Jong-Turken kwam.
De Jong-Turken, die zeer nationalistisch waren, zagen hoe het Ottomaanse Rijk de afgelopen tientallen jaren was steeds meer aan terrein was gaan verliezen. De ideeën van Ziya Gökalp, voorvechter van het Toeranisme, begonnen langzaam maar zeker meer terrein te winnen onder de Jong-Turken. Vooral de Balkanoorlogen hadden hierop een versnellend effect.
Toeranisme was ook een van de belangrijkste redenen voor de toenmalige Jong-Turkse regering om aan de zijde van Duitsland en Oostenrijk-Hongarije mee te vechten in de Eerste Wereldoorlog. Men hoopte door een overwinning op Rusland het gezag over Centraal-Azië (waar Turkstalige volkeren wonen) te verkrijgen. Maar toen de oorlogskansen zich tegen de Centrale mogendheden keerden, werd met harde hand opgetreden tegen allen die, in de ogen van de Jong-Turken, een gevaar waren voor de staat. Zo werden er veel Koerden, Armeniërs, Grieken en christenen vermoord. Onder met name Turken bestaat tot op de dag van vandaag onenigheid over de vraag of deze volkerenmoorden (waaronder de Armeense Genocide) wel hebben plaatsgevonden.
Na de Eerste Wereldoorlog vluchtte een van de Jong-Turkse leiders, Enver Pasja, naar Centraal-Azië om er een opstand te organiseren en een verenigd Turkestan te stichten. Hij vond echter de dood tijdens een gevecht met de Russen.
Toen na de Turkse Onafhankelijkheidsoorlog de Republiek Turkije werd gesticht, werd het Toeranisme gestimuleerd door Atatürk. Atatürk deed soms uitspraken met een Turkistisch-Toeranistisch tintje, hij probeerde het bewustzijn van het Turk zijn in plaats van ottomaans zijn of moslim zijn te stimuleren. Verder liet hij de grijze wolf, mythologisch symbool van de Turken en symbool van de ideologische stroming; Toeranisme, afdrukken op bankbiljetten en postzegels. daarentegen werd het Toeranisme verboden door de opvolger van Atatürk, Ismet Inönü. Ambtenaren, officieren maar ook burgers die Toeranistische ideeën openlijk aanhingen, konden rekenen op harde maatregelen, zoals gevangenisstraf en verbanning uit de politiek. Toch waren er onder zijn bewind personen die het Toeranisme bleven prediken, zoals Nihal Atsız en zijn aanhangers. Deze mensen zijn in 1944 opgepakt, gemarteld en hebben gevangenisstraffen gekregen, omdat ze lid waren van de Toeranistische beweging.
Toen in 1946 voor het eerst meerdere partijen aan de verkiezingen in Turkije konden deelnemen, zagen de Toeranisten hun kans schoon om meer in de openbaarheid te treden. Ze waren echter te zeer verdeeld om van werkelijk politiek belang te zijn. Daar kwam in de jaren 60 van de 20e eeuw verandering in toen Alparslan Türkeş de MHP, de partij van de nationalistische beweging, opzette. Deze partij nam in de jaren zeventig en negentig deel aan verschillende Turkse regeringen. De paramilitaire organisatie van deze partij, beter bekend als de Grijze Wolven, was vooral in de jaren zeventig actief met aanslagen op linkse groeperingen.
Na het uiteenvallen van de Sovjet-Unie droomden vele Toeranisten over de vereniging van de verschillende Turkse landen die net hun onafhankelijkheid hadden verkregen. Maar de realiteit wilde dat deze volkeren, die zich kortgeleden hadden losgemaakt uit de Unie van Socialistische Sovjetrepublieken, geen zin hadden om op te gaan in een Groot-Turks rijk. Turkije heeft toenadering gezocht tot de andere Turkstalige landen en heeft een organisatie gecreëerd die streeft naar culturele eenheid voor alle Turken, Turksoy. Deze organisatie is erin geslaagd een aantal Centraal-Aziatische landen ervan te overtuigen het Latijnse schrift over te nemen, hoewel dit proces erg langzaam verloopt. Turkije heeft de visaverplichtingen voor inwoners van andere Turkstalige staten afgeschaft en gaan er tegenwoordig Turkse handelaren heen en weer, die veel geld investeren in de olieproducerende landen. In 2009 werd de Turkse Raad opgericht, waar Azerbeidzjan, Kazachstan, Kirgizië, Oezbekistan en Turkije lid van zijn.
Een jaarlijks cultureel evenement is de Kurúltaj: een gevarieerd programma van ruiterparades, zangwedstrijden, valkendressuur en onderzoek naar de gemeenschappelijke wortels in de Aziatische steppen.